# Rito latino
Il rito latino (detto talvolta rito romano) è l'insieme dei riti liturgici usati nella Chiesa latina, detta anche Occidentale. 
Originario delle aree appartenenti all'Impero Romano d'Occidente, nel tempo ha subìto molte variazioni, assumendo forma diverse in base all'area geografica. Caratteristica di tale rito è la lingua latina, a cui sono state accostate le lingue nazionali dal 1963 in seguito all'approvazione della costituzione Sacrosantum Concilium.
Il canone 1109 Codice di Diritto Canonico tratta della valida assistenza dell'Ordinario o del parroco, entro i confini del proprio territorio, ai matrimoni anche dei non sudditi, "dummodo eorum alteruter sit ritus latini". Questa espressione alcuni la rendono non come "purché almeno uno di essi sia di (un) rito latino", ma come "purché almeno uno di essi sia del rito latino". I riti liturgici sono diversi, mentre la Chiesa latina è unica.

## Riti liturgici della Chiesa cattolica latina

### Riti ancora in uso
I riti latini (o occidentali) più conosciuti, regolati da norme scritte pubbliche e non soppresse, ed ancora in uso sono: 
- Rito romano, diffuso da Roma inizialmente in tutto l'Occidente ed ora in tutto il mondo;
- Rito ambrosiano (che trae il nome da Sant'Ambrogio), usato in quasi tutta l'Arcidiocesi di Milano e in alcune parrocchie delle diocesi limitrofe, anche della Svizzera;
- Rito mozarabico, diffuso in tutta la Spagna, è utilizzato quotidianamente nella cattedrale di Toledo;
- Rito di Braga, da poco reintrodotto dell'arcidiocesi di Braga, un tempo primaziale del Portogallo;
- Rito anglicano: sono considerati di rito latino anche gli ordinariati personali previsti dalla costituzione apostolica Anglicanorum coetibus che raccolgono i fedeli provenienti dall'anglicanesimo e da qualunque chiesa protestante inglese. Tutti questi continuano a usare la liturgia anglicana, portando con sé il loro patrimonio culturale.

### Riti soppressi o caduti in disuso
Si possono menzionare anche altri riti latini, ora caduti per lo più in disuso, legati ad aree geografiche:
- Rito gallicano, usato anticamente in Francia, Spagna e nord Europa e in gran parte sostituito da quello romano per iniziativa di Carlo Magno;
- Rito lionese, proprio dell'arcidiocesi di Lione, ne rimangono alcune caratteristiche nella liturgia celebrata nelle chiese di Lione;
- Rito parigino, originario di Parigi, vi derivano l'impostazione del breviario e la varietà di prefazi e orazioni del rito romano;
- Rito di Versailles, di origine gallicana, ma con caratteristiche del rito romano;
- Rito patriarchino o aquileiese, utilizzato nei Patriarcati di Aquileia, Venezia e Grado fino al XVI secolo e nella diocesi di Como fino al 1597-1598;
- Rito eusebiano, proprio della diocesi di Vercelli fino al 1575;
- Rito strigoniense, in uso nelle diocesi del Regno d'Ungheria fino al XX secolo;
- Rito di Sarum, diffuso in Gran Bretagna prima della Riforma Protestante;
- Rito di Nidaros;
- Rito africano, presente in Tunisia fino al VII secolo.

### Riti degli ordini religiosi
Alcuni ordini religiosi hanno conservato il proprio rito (a volte definito uso e considerato parte del rito romano) fino al XX secolo, ma l'hanno abbandonato dopo il Concilio Vaticano II:
- Rito benedettino;
- Rito carmelitano;
- Rito domenicano;
- Rito certosino.